# Виртуелна стварност (филм)
„Виртуелна стварност“ је југословенски и српски филм, снимљен 2001. године у режији Ратиборке Ћерамилац и сценаристе Мирјане Лазић.

## Радња
Основна тема филма је наркоманија младих, тај универзални проблем читавог људског рода, третиран кроз судбину двоје тинејџера.
Али, пре свега, то је прича о раној љубави и о суровости једног света који сам себе уништава. Главни јунаци, још увек деца, немоћни су да разумеју систем лажних вредности који им се нуди у породици и друштву. У својој неуспелој побуни они постају жртве вештачке утехе коју им доноси дрога.
Сенка и Сергеј су петнаестогодишњи ученици. Сенка, потиче из богате породице коју родитељи уписују у елитну школу у којој она упознаје нарко-дилера у кога се заљубљује и тако улази у њој до тада потпуно непознати свет. Сенка је млада и неискусна девојчица која, несвесно, у свој нови свет, свет наркоманије увлачи и свог најбољег пријатеља. На први поглед Сенка живи у доброј породици, али у стварности са родитељима нема никакав контакт. Сергеј живи само са мајком и чезне да сретне оца. Он је заљубљен у Сенку, прати је свуда и у свему је копира. Сенка међутим показује много више интересовања за старијег дечака који је дилер дроге. Сенка је, вероватно због свог претходног начина живота и потражила нови пут. У њеном животу није било довољно слободе - има свог личног телохранитеља, не разговара са мајком о својим проблемима, и излаз из свега је бекство у свет дроге.

## Улоге
| Глумац             | Улога              |
| ------------------ | ------------------ |
| Маја Манџука       | Сенка              |
| Лазар Јокић        | Сергеј             |
| Никола Ђуричко     | Андрија            |
| Соња Савић         | Нина               |
| Драган Николић     | Зоран              |
| Слободан Ћустић    | Веско              |
| Радмила Живковић   | Јелена             |
| Данило Лазовић     | Петко              |
| Бојана Маљевић     | Тања               |
| Бојан Димитријевић | Пера               |
| Ранко Гучевац      | Комшија            |
| Дина Прелевић      | Ања                |
| Андреј Шепетковски | Декс               |
| Весна Станковић    | Комшиница          |
| Славица Крсмановић | Жена на степеништу |
| Раде Миљковић      | Брадати            |
| Родољуб Ђоковић    | Болничар           |